# سونگ وون سوک
سونگ وون سوک (کره‌ای: 송원석؛ زادهٔ ۱۶ دسامبر ۱۹۸۸) بازیگر اهل کره جنوبی است. او بیشتر به خاطر ایفای نقش در عاشقان آسمان سرخ (۲۰۲۱)، و خواستگاری کاری (۲۰۲۲) شناخته می‌شود.

## فیلم‌شناسی

### مجموعه تلویزیونی
| سال  | عنوان                         | نقش                   | منابع  |
| ---- | ----------------------------- | --------------------- | ------ |
| ۲۰۱۲ | آرانگ و دادرس                 | سوک چوگی              |        |
| ۲۰۱۴ | رفقای بد                      |                       |        |
| ۲۰۱۶ | دارودسته                      | یک مدل (حضور افتخاری) |        |
| ۲۰۱۷ | دوباره عشق اول                |                       |        |
| ۲۰۱۷ | پدرم عجیبه                    | پارک یونگ هی          | [ ۱ ]  |
| ۲۰۱۷ | بهار دال سون                  | جونگ یون جه           | [ ۲ ]  |
| ۲۰۱۸ | سوییچ تغییر جهان              | کیم هیون ووک          | [ ۳ ]  |
| ۲۰۱۸ | سوییت آفیس                    | جونگ هه پیونگ         | [ ۴ ]  |
| ۲۰۱۹ | همسر چپ دست                   | لی سو هو              |        |
| ۲۰۱۹ | تنها عشق من                   | لی ته پونگ            |        |
| ۲۰۱۹ | بقای چوسان                    | ایم کوک جونگ          | [ ۵ ]  |
| ۲۰۱۹ | دوباره هرگز                   | کیم وو جه             | [ ۶ ]  |
| ۲۰۲۰ | برای عاشق شدن تنهایی هم کافیه | حضور افتخاری          |        |
| ۲۰۲۱ | عاشقان آسمان سرخ              | مو یونگ               | [ ۷ ]  |
| ۲۰۲۱ | زن بی‌نظیر                     | هان سونگ وون          | [ ۸ ]  |
| ۲۰۲۲ | خواستگاری کاری                | لی مین وو             | [ ۹ ]  |
| ۲۰۲۴ | بدون سود بدون عشق             | آن وو جه              | [ ۱۰ ] |

### برنامه تلویزیونی
| سال  | عنوان                            | نقش               | منابع         |
| ---- | -------------------------------- | ----------------- | ------------- |
| ۲۰۱۶ | تایم اوت                         | شرکت کننده        | [ ۱۱ ]        |
| ۲۰۱۶ | اس‌ان‌ال کره فصل ۷                 | عضو گروه بازیگران | [ ۱۲ ]        |
| ۲۰۱۹ | قانون جنگل در جزیره و جنگل گمشده | شرکت کننده        | [ ۱۳ ] [ ۱۴ ] |